# إبراهيما سونكو
إبراهيما سونكو (بالفرنسية: Ibrahima Sonko)‏، من مواليد 22 يناير 1981 في بيغنونا في السنغال، لاعب كرة قدم سنغالي.
بدأ مسيرته الكروية مع نادي غرينولبي الفرنسي في عام 1999، ولعب معهم حتى عام 2002، وشارك معهم في 43 مباراة وسجل هدفين، وفي عام 2002 انتقل إلى نادي برينتفورد الإنجليزي، ولعب معهم حتى عام 2004، وشارك معهم في 79 مباراة وسجل 8 أهداف، ومنذ عام 2004 وهو يلعب مع نادي ريدينغ الإنجليزي.

## روابط خارجية
- إبراهيما سونكو على موقع اتحاد تركيا (لاعب) (الإنجليزية)
- إبراهيما سونكو على موقع قاعدة بيانات كرة القدم.إي يو (الإنجليزية)
- إبراهيما سونكو على موقع ناشيونال فوتبول تيمز (الإنجليزية)
- إبراهيما سونكو على موقع Soccerbase.com (لاعب) (الإنجليزية)
- إبراهيما سونكو على موقع عالم كرة القدم.نت (الإنجليزية)
- إبراهيما سونكو على موقع كووورة